# Saint-Léger-sous-Beuvray
Pour les articles homonymes, voir Saint-Léger.
Saint-Léger-sous-Beuvray est une commune française située dans le département de Saône-et-Loire, en région Bourgogne-Franche-Comté.

## Géographie
Commune située dans le Morvan au mont Beuvray.

### Climat
Pour des articles plus généraux, voir Climat de la Bourgogne-Franche-Comté et Climat de Saône-et-Loire.
En 2010, le climat de la commune est de type climat de montagne, selon une étude du Centre national de la recherche scientifique s'appuyant sur une série de données couvrant la période 1971-2000. En 2020, Météo-France publie une typologie des climats de la France métropolitaine dans laquelle la commune est exposée à un climat océanique altéré et est dans une zone de transition entre les régions climatiques « Lorraine, plateau de Langres, Morvan » et « Centre et contreforts nord du Massif Central ».
Pour la période 1971-2000, la température annuelle moyenne est de 10,4 °C, avec une amplitude thermique annuelle de 16,7 °C. Le cumul annuel moyen de précipitations est de 1 195 mm, avec 13,3 jours de précipitations en janvier et 8,6 jours en juillet. Pour la période 1991-2020, la température moyenne annuelle observée sur la station météorologique de Météo-France la plus proche, « Autun », sur la commune d'Autun à 15 km à vol d'oiseau, est de 10,7 °C et le cumul annuel moyen de précipitations est de 857,2 mm. 
La température maximale relevée sur cette station est de 40 °C, atteinte le 12 août 2003 ; la température minimale est de −18,3 °C, atteinte le 20 décembre 2009,,.
Les paramètres climatiques de la commune ont été estimés pour le milieu du siècle (2041-2070) selon différents scénarios d'émission de gaz à effet de serre à partir des nouvelles projections climatiques de référence DRIAS-2020. Ils sont consultables sur un site dédié publié par Météo-France en novembre 2022.

## Urbanisme

### Typologie
Au 1er janvier 2024, Saint-Léger-sous-Beuvray est catégorisée commune rurale à habitat dispersé, selon la nouvelle grille communale de densité à sept niveaux définie par l'Insee en 2022.
Elle est située hors unité urbaine. Par ailleurs la commune fait partie de l'aire d'attraction d'Autun, dont elle est une commune de la couronne,. Cette aire, qui regroupe 42 communes, est catégorisée dans les aires de moins de 50 000 habitants,.

### Occupation des sols
L'occupation des sols de la commune, telle qu'elle ressort de la base de données européenne d’occupation biophysique des sols Corine Land Cover (CLC), est marquée par l'importance des territoires agricoles (53,7 % en 2018), une proportion sensiblement équivalente à celle de 1990 (54,2 %). La répartition détaillée en 2018 est la suivante : prairies (48,5 %), forêts (41,4 %), zones agricoles hétérogènes (5,3 %), zones urbanisées (2,1 %), espaces verts artificialisés, non agricoles (1,1 %), milieux à végétation arbustive et/ou herbacée (1,1 %), eaux continentales (0,7 %). L'évolution de l’occupation des sols de la commune et de ses infrastructures peut être observée sur les différentes représentations cartographiques du territoire : la carte de Cassini (XVIIIe siècle), la carte d'état-major (1820-1866) et les cartes ou photos aériennes de l'IGN pour la période actuelle (1950 à aujourd'hui).

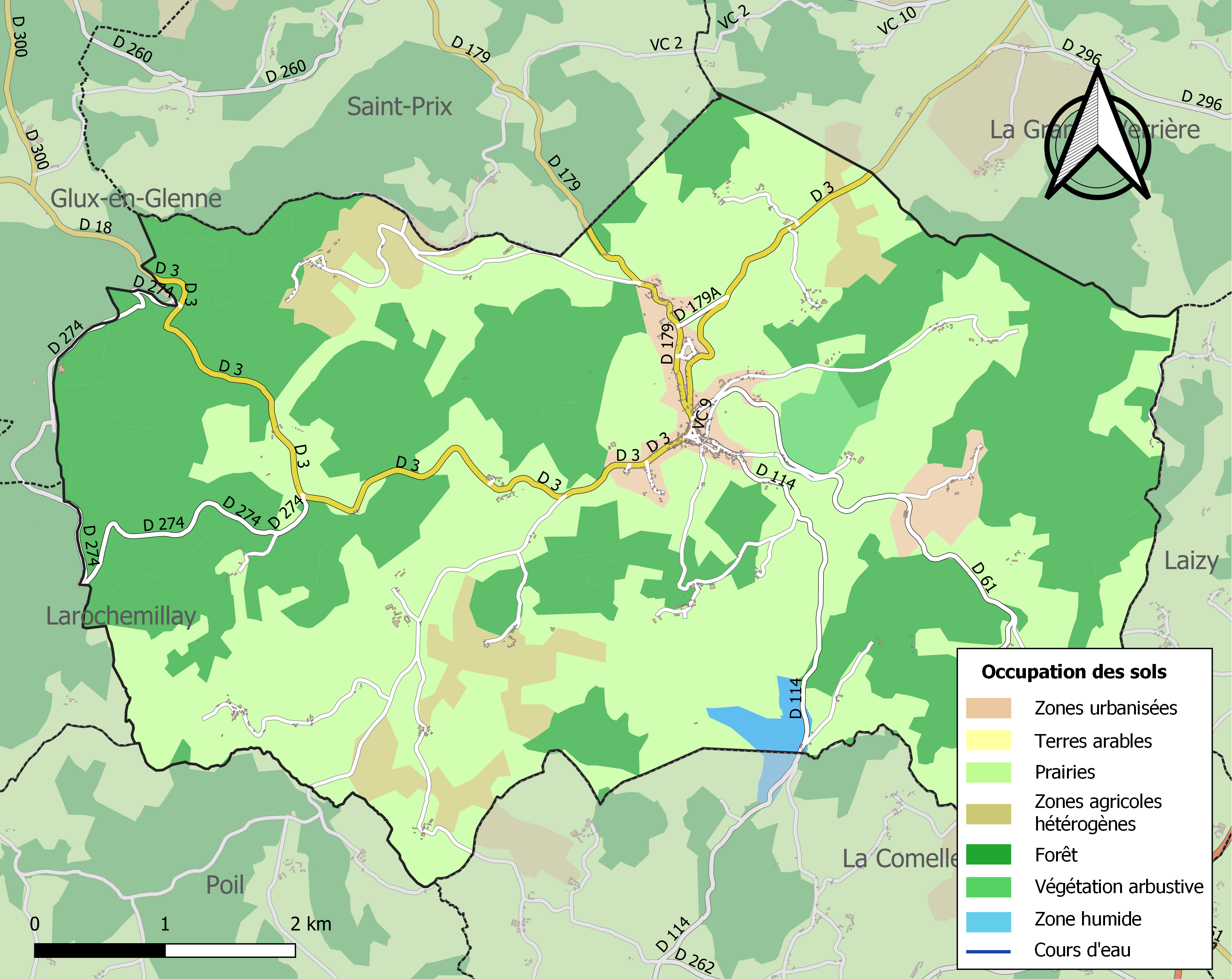
Carte des infrastructures et de l'occupation des sols de la commune en 2018 (CLC).

## Histoire
Le mont Beuvray, et son site de Bibracte, ont été occupés dès le Néolithique, comme l'attestent les nombreux objets lithiques recueillis sur l'ensemble du mont - avec une plus grande densité à Champlay, le point le plus haut du mont.
Nommé Beuvremont avant la Révolution.
Le 18 juin 1718, à la tombée de la nuit, seize habitants furent blessés et/ou défigurés par un loup enragé qui visita le village après être descendu du sommet du mont Beuvray. Tous sauf un décédèrent d'hydrophobie (rage). À la suite de cet incident, une confrérie de Saint-Hubert fut établie à l'église par l'autorité de l'évêque pour la destruction des bêtes sauvages.
Vers 1935 : une stèle gallo-romaine sculptée dans un bloc de granulite est découverte dans un champ au lieu-dit Moreillon, près du hameau de Corlon. La sculpture représente une femme dont la chevelure est roulée en bandeau sur le front. Après avoir été dressée dans la cour d'une ferme du hameau, elle était dernièrement mise à l'abri à la mairie.

## Politique et administration
| Période                                  | Période      | Identité                | Étiquette | Qualité                                                                 |
| ---------------------------------------- | ------------ | ----------------------- | --------- | ----------------------------------------------------------------------- |
| n/a                                      | octobre 1947 | M. Jean Vieillard baron |           | n/a                                                                     |
| octobre 1947                             | mars 1965    | Mme Debèze              |           | n/a                                                                     |
| mars 1965                                | mars 1977    | M. Fouquet              |           | n/a                                                                     |
| mars 1977                                | juin 1995    | M. Marcel Corneloup     |           | Enseignant, compositeur, chef de chœur, officier de la Légion d'honneur |
| juin 1995                                | février 1996 | M. Michel Jannel        |           | Gendarme retraité, Gendarmerie Nationale                                |
| février 1996                             | mars 2014    | M. André Barret         |           | Lieutenant-colonel retraité, Armée de l'air                             |
| mars 2014                                | en cours     | Mme Anne-Marie Ducreux, |           | n/a                                                                     |
| Les données manquantes sont à compléter. |              |                         |           |                                                                         |

## Démographie
L'évolution du nombre d'habitants est connue à travers les recensements de la population effectués dans la commune depuis 1793. Pour les communes de moins de 10 000 habitants, une enquête de recensement portant sur toute la population est réalisée tous les cinq ans, les populations de référence des années intermédiaires étant quant à elles estimées par interpolation ou extrapolation. Pour la commune, le premier recensement exhaustif entrant dans le cadre du nouveau dispositif a été réalisé en 2008.

En 2022, la commune comptait 371 habitants, en évolution de −3,89 % par rapport à 2016 (Saône-et-Loire : −1,06 %, France hors Mayotte : +2,11 %).
| 1793  | 1800 | 1806 | 1821  | 1831  | 1836  | 1841  | 1846  | 1851  |
| ----- | ---- | ---- | ----- | ----- | ----- | ----- | ----- | ----- |
| 1 080 | 990  | 934  | 1 099 | 1 167 | 1 270 | 1 417 | 1 418 | 1 436 |

| 1856  | 1861  | 1866  | 1872  | 1876  | 1881  | 1886  | 1891  | 1896  |
| ----- | ----- | ----- | ----- | ----- | ----- | ----- | ----- | ----- |
| 1 366 | 1 366 | 1 465 | 1 583 | 1 693 | 1 820 | 1 838 | 1 868 | 1 788 |

| 1901  | 1906  | 1911  | 1921  | 1926  | 1931  | 1936  | 1946 | 1954 |
| ----- | ----- | ----- | ----- | ----- | ----- | ----- | ---- | ---- |
| 1 770 | 1 718 | 1 615 | 1 284 | 1 187 | 1 201 | 1 051 | 983  | 878  |

| 1962 | 1968 | 1975 | 1982 | 1990 | 1999 | 2006 | 2008 | 2013 |
| ---- | ---- | ---- | ---- | ---- | ---- | ---- | ---- | ---- |
| 773  | 740  | 628  | 590  | 540  | 524  | 492  | 483  | 403  |

| 2018 | 2022 | - | - | - | - | - | - | - |
| ---- | ---- | - | - | - | - | - | - | - |
| 375  | 371  | - | - | - | - | - | - | - |

## Culture locale et patrimoine

### Église paroissiale de Saint-Léger-sous-Beuvray
L'église du village s'élève en contrebas du bourg. Son nom paroissial reprend celui de Léger d'Autun, évêque d'Autun canonisé au VIIe siècle et personnage emblématique de l'histoire de la Bourgogne. La bâtisse actuelle du XIXe siècle (restaurée de 1856 à 1858) est une reconstruction faite sur des vestiges du XIIe réaménagés au XVIe. Toute faite de pierre de taille, le chœur original, l'abside romane a été conservé à l’instar de la nef et le transept. L'église a bénéficié d'une dernière restauration effectuée entre 1962 et 1965 comportant des ajouts majeurs soit ; trois rosaces et huit vitraux. Ces derniers ont été décorés à l’effigie des saints patrons des donateurs ayant participé au financement. D’autres éléments architecturaux tels les piliers cannelés rappellent ceux de la cathédrale Saint-Lazare d’Autun.

### Autres lieux et monuments

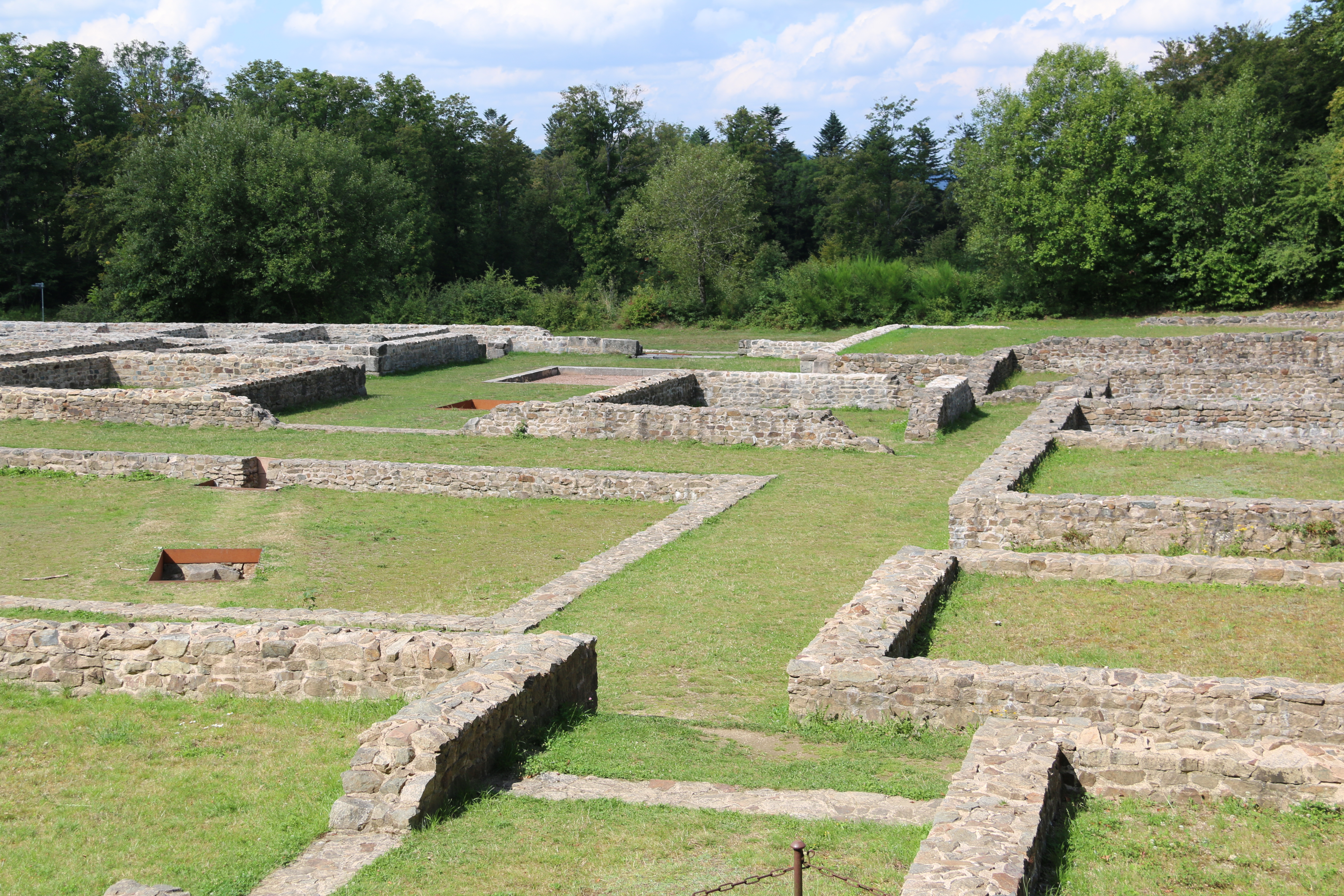
Le site antique de Bibracte

- Bibracte, oppidum gaulois situé sur le mont Beuvray.
- Musée de la civilisation celtique, également situé sur le mont Beuvray.
- Chapelle Saint-Martin, croix et fontaine de Saint-Martin (source de la Braconne), au sommet du Beuvray.
- Château de la Bouthière, étang de Poisson.
- F-84F Thunderstreak, avion de chasse de Jean et Marcel Pauchard, exposé dans la cour de la ferme de Marcel Pauchard au lieudit Montandé.
- Les queules de hêtres de Bibracte (témoins des anciennes pratiques du plessage destiné à rendre les haies infranchissables pour le bétail avant l’invention du barbelé, ils sont issus d’un paysage de bocage aujourd’hui disparu sous la monoculture du douglas)[29].
- Stèle funéraire gallo-romaine de Corlon, sculptée dans un ancien menhir réemployé par les Gallo-Romains. Elle a été trouvée dans un champ  au lieu-dit Moreillon en 1935. Elle peut être vue à la mairie.

### Foire aux Marrons
Terre de castanëiculture, le village accueille depuis un peu plus d'un siècle,  lors de la dernière fin de semaine d'octobre, une foire aux Marrons annuelle au centre du bourg. Mettant en valeur les produits locaux du terroir bourguignon et morvandiau, le produit phare des producteurs et exposants est la châtaigne, historiquement très populaire dans la gastronomie locale.
La foire s'étale généralement de deux jours, entraînant la piétonnisation complète du village. Un concours est organisé durant la fin de semaine et un prix est remis au plus beau panier de châtaigne et plus bel étal de producteurs. Deuxième animation principale, l'Exposition des Vieilles Mécaniques Morvandelles s'y tient aussi annuellement. Au fil du temps cette foire s'est agrandie, accueillant aux côtés des vendeurs de châtaignes, des manèges et attractions pour enfants ainsi que des artisans locaux et marchands de tout type (textile, décorations, articles ménagers etc.).

### Personnalités liées à la commune
- l'abbé Jean Massin, né à Saint-Léger-sous-Beuvray, attaché à la communauté Saint-Sulpice, arrêté le 10 aout 1792 à Paris et mis à mort à la prison des Carmes le 2 septembre suivant[35].
- Joseph-François de Champeaux (1775-1845), identificateur en 1806 du premier échantillon minéral d'uranium radioactif découvert en France (l'autunite), mort à Saint-Léger-sous-Beuvray (château de Lavault) le 16 octobre 1845[36].
- Jean Marie Philibert dit René Desvignes (1909-1945), cordonnier au village, puis résistant mort tragiquement en Allemagne en 1945.
- Augustin Jordan, militaire, Compagnon de la Libération, et diplomate français, y est décédé le 24 mars 2004 et y est inhumé.
- Ernest Goujon, champion cycliste qui participa aux Tours de France 1908 et 1909, est né à Saint-Léger le 19 février 1889.
- Claude Truchot-Prudence, écrivain, éditeur (fondateur des Éditions du Levain).

## Pour approfondir